# Général d'infanterie (Empire russe)

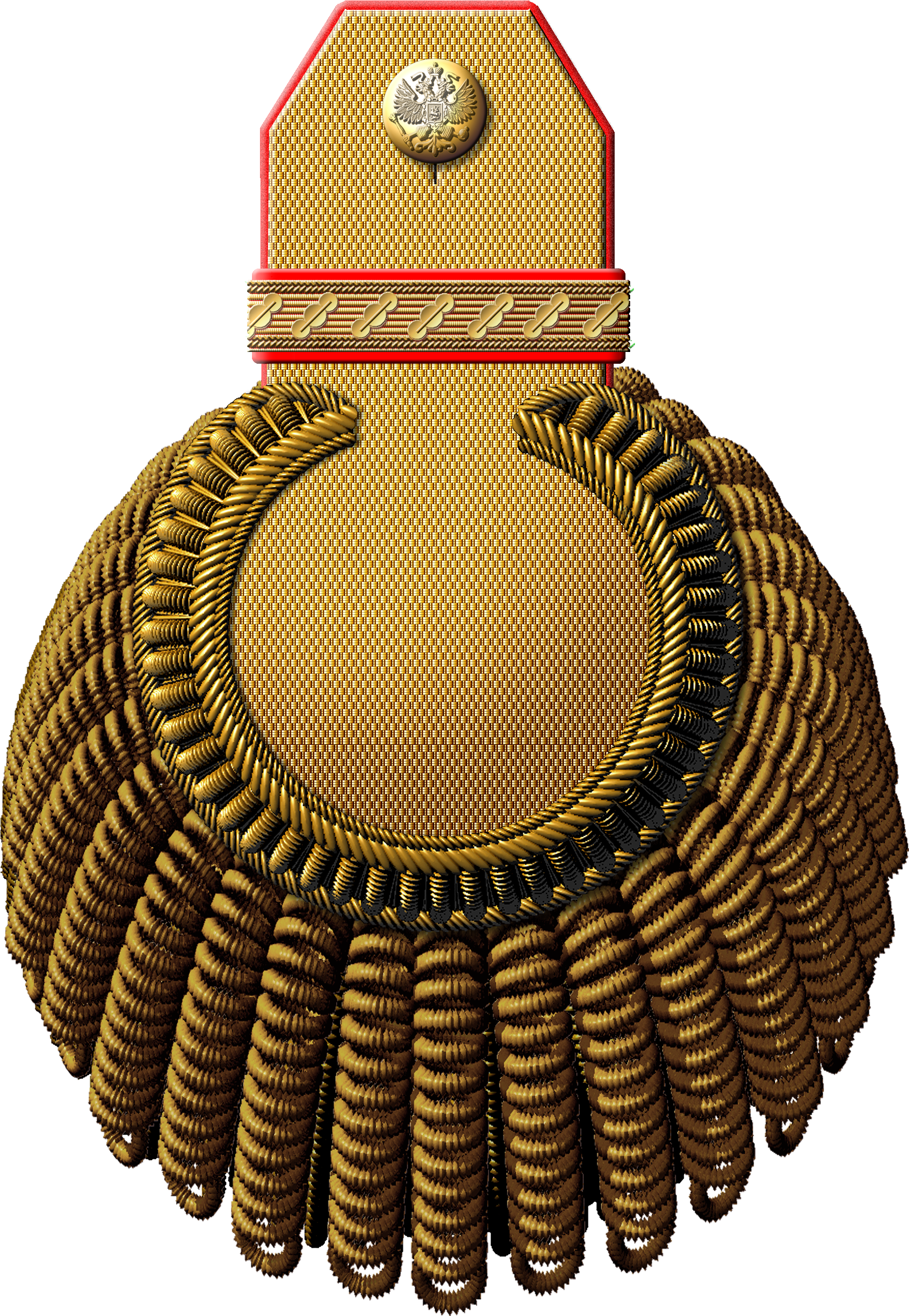
Épaulette de général d'infanterie.

Le grade de général d'infanterie (генерал от инфантерии) est l'un des grades militaires les plus élevés de l'Armée impériale russe à l'instar d'autres pays européens (par exemple General der Infanterie en Allemagne), réservé à l'infanterie. En Russie du XVIIIe siècle jusqu'à la révolution d'Octobre 1917, ce terme d'infanterie dans les documents officiels est utilisé pour remplacer celui  - russe - de «пехота» (pekhota).

## Sous Pierre le Grand
En Russie, Pierre le Grand prend exemple sur les monarchies de l'espace germanophone en réformant toute la hiérarchie militaire concomitamment avec la réforme de la structure de la société. En 1700, trois généraux commandent trois «généralités » (plus tard — divisions) :
- Avtonom Golovine
- Anikita Repnine
- Adam Weide

Deux généraux sont faits prisonniers à la bataille de Narva en 1700 : Weide et Golovine. Il ne reste donc qu'un seul général en activité dans l'armée russe, le général Repnine. Celui-ci, avec l'introduction du commandement séparé de l'infanterie et de la cavalerie, commence à être appelé général d'infanterie. Les généraux une fois libérés des prisons suédoises retournent en Russie : le général Weide en 1710. Le général Nikolaï Bantysch-Kamenski en recevant l'ordre de Saint-André en 1714 est déjà appelé  « général-en-chef », mais lorsque le général Golovine retourne en Russie en 1719 et qu'il reçoit aussi l'ordre de Saint-André il est appelé « général d'infanterie ».
En 1711, il y a déjà à l'expédition du Prout quatre divisions d'infanterie dans l'armée russe. Celles-ci doivent être commandées selon les ordres officiels par un général « plénier », grade ou rang de la table des rangs qui se transforme en  « général-en-chef » et en « général d'infanterie ». Les divisions sont alors commandées par le général von Hallart, le général von Enzberg, le général Repnine, et le général Weide.   
Le rang (tchin) de général d'infanterie entre dans la table des rangs en 1722, mais après qu'en 1724 le général Repnine reçoit le titre de général-feldmarschall, ce rang n'est plus intitulé tel quel et équivaut à celui de général-en-chef.

## À partir de 1796
L'empereur Paul Ier remplace le rang de général-en-chef le 29 novembre 1796 par celui de général d'infanterie. Il équivaut au deuxième rang de la table des rangs avec le prédicat de « Votre Haute Excellence », comme pour le rang de général de cavalerie et ou de général d'artillerie. Il est égal au rang d'amiral (dans la Marine) et de conseiller secret effectif (dans la haute administration de la société civile) (действительный тайный советник). Le grade de général d'infanterie dans la hiérarchie militaire peut être celui d'un inspecteur-général dans l'infanterie ou dans les unités de fusiliers. Il est aussi donné à un commandant de district militaire, à un commandant d'unités combinées (par exemple un corps d'armée ou une armée, un commandant de front...). Le rang et le grade de général d'infanterie est en dessous de celui de général-feldmarschall et au-dessus de lieutenant-général.

## Suppression du rang en 1917
Le territoire du district militaire de Pétrograd est le premier à supprimer ce rang et ce grade par un décret du 3 décembre 1917.
Dans les autres territoires de la République de Russie bolchévique sous administration du Sovnarkom, ce grade est supprimé le 17 décembre 1917 par décret.